# دایان موری
دایان موری (انگلیسی: Diane Murray؛ زادهٔ ۲۶ دسامبر ۱۹۵۶) تکواندوکار اهل ایالات متحده آمریکا است.